# Amomum ghaticum
Amomum ghaticum är en enhjärtbladig växtart som beskrevs av K.G.Bhat. Amomum ghaticum ingår i släktet Amomum och familjen Zingiberaceae. Inga underarter finns listade i Catalogue of Life.